# Uzelia japonica
Uzelia japonica är en urinsektsart som beskrevs av Riozo Yosii 1961. Uzelia japonica ingår i släktet Uzelia och familjen Isotomidae. Inga underarter finns listade i Catalogue of Life.